# Вишник
Вишник (нім. Ober) — карта німецької (окремі локальні версії), старої польської та швейцарської колод. Еквівалент дами в колоді французького типу. Є третью за старшинством після туза та короля, старша за нижника.
У вюртемберзькій колоді Вишника зображують у вигляді вершника на коні, як і аналогічну карту лицар в італо-іспанській колоді.
В інших німецьких та швейцарських колодах Вишник відрізняється від Нижника розташуванням символа масті (біля голови у Вишника, біля ніг у Нижника).[джерело?]
Позначається літерою O (від німецького слова Ober).

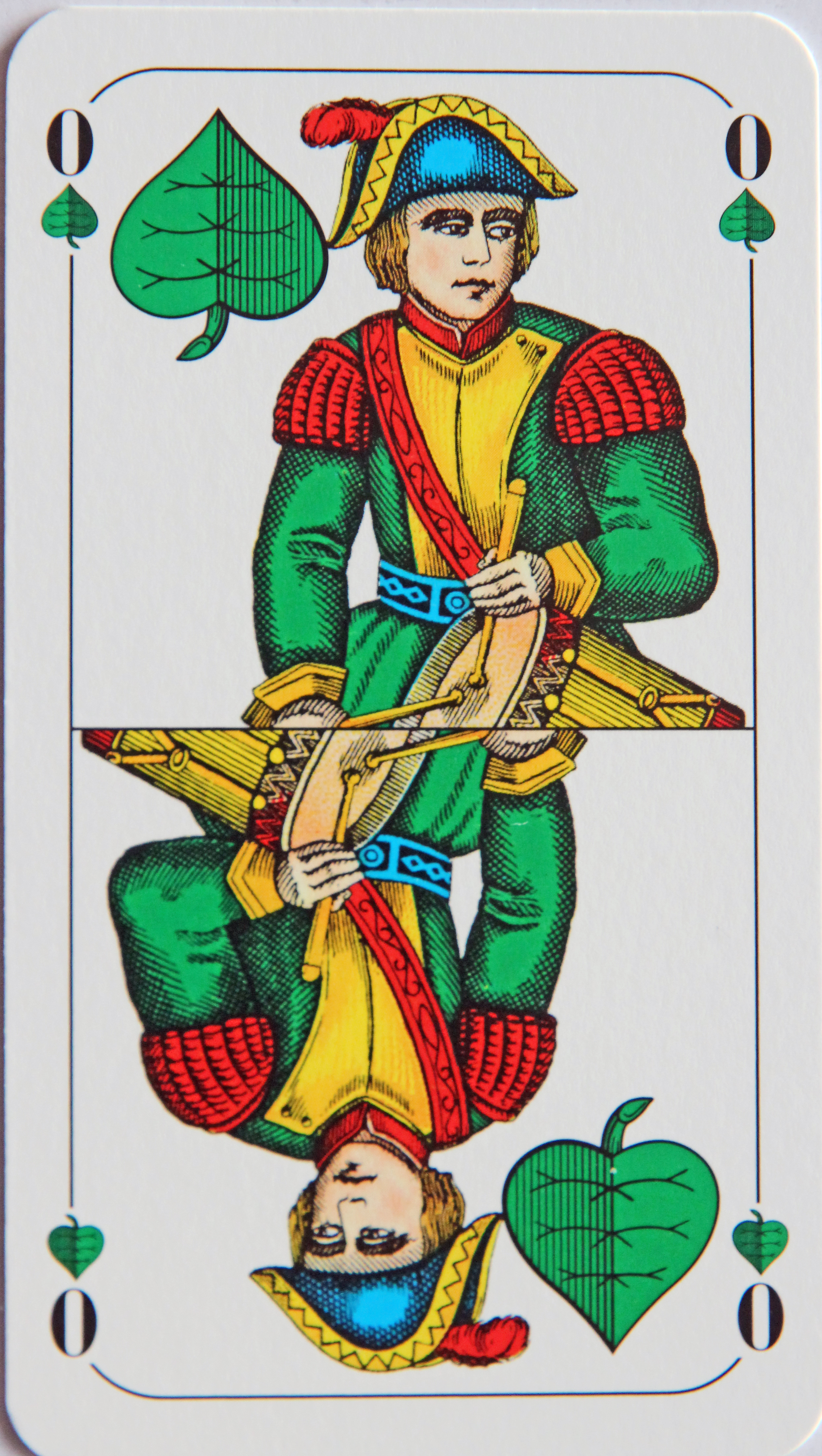
Вишник винової масті
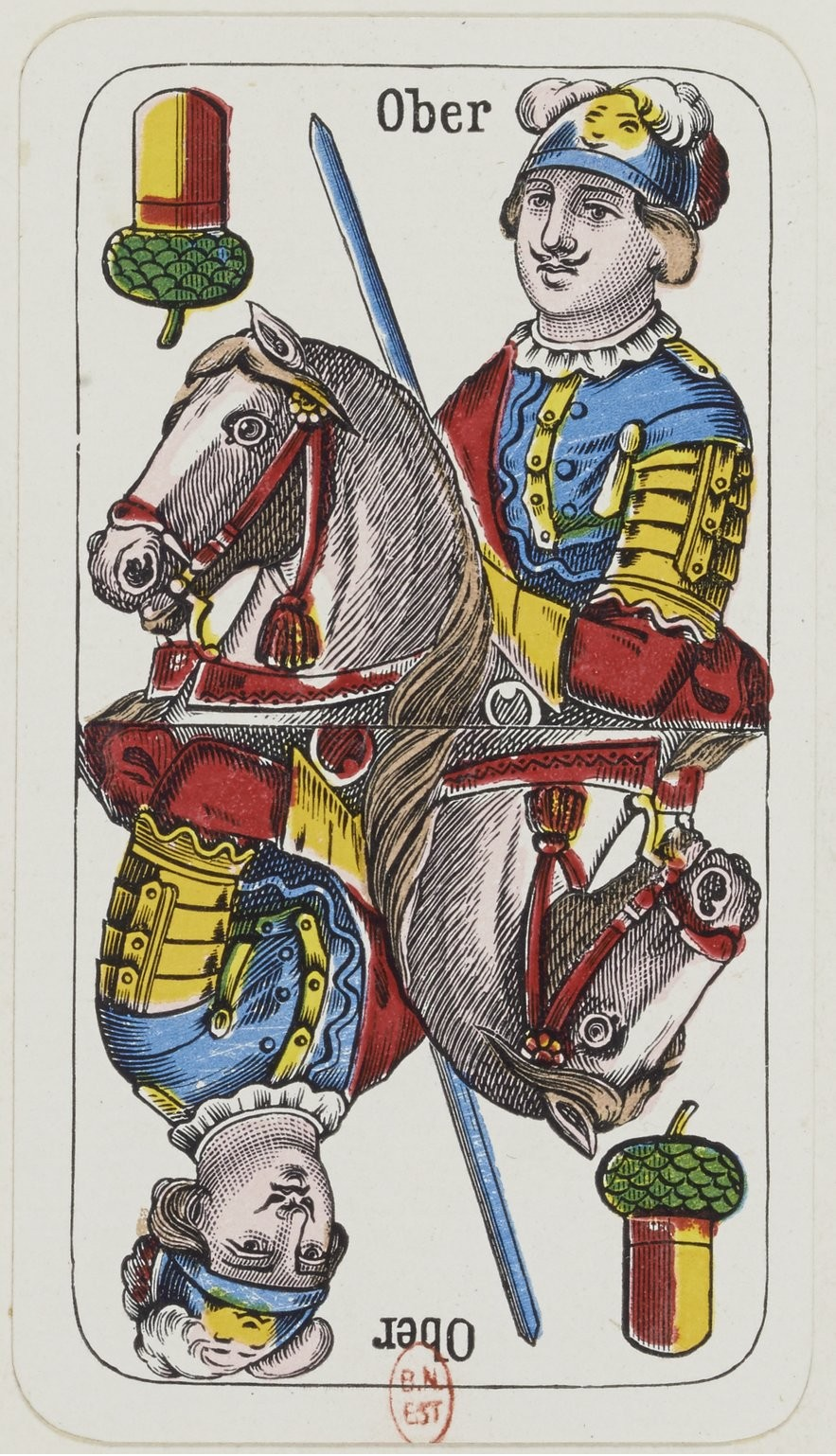
Вишник жирової масті
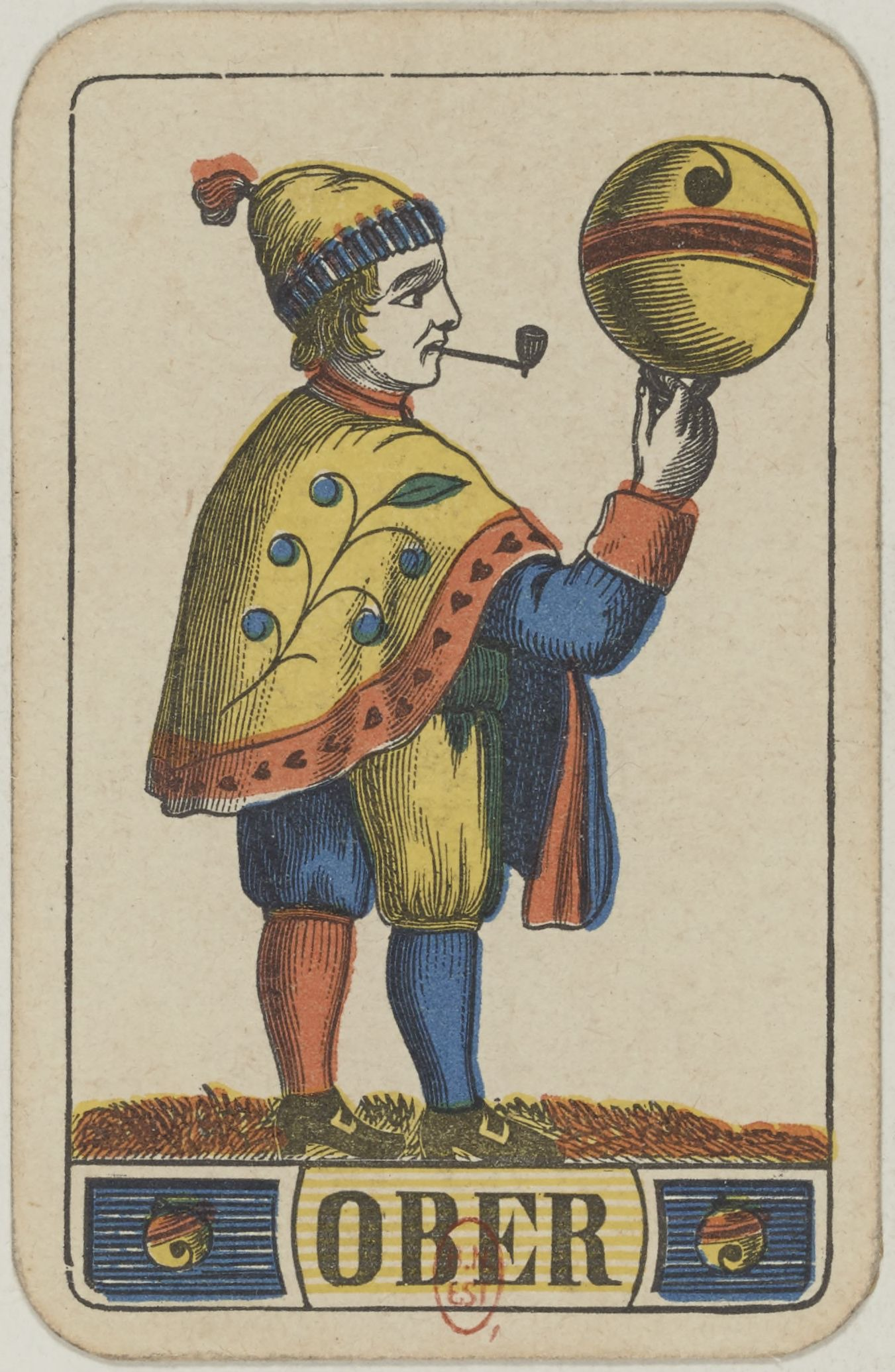
Вишник дзвінкої масті
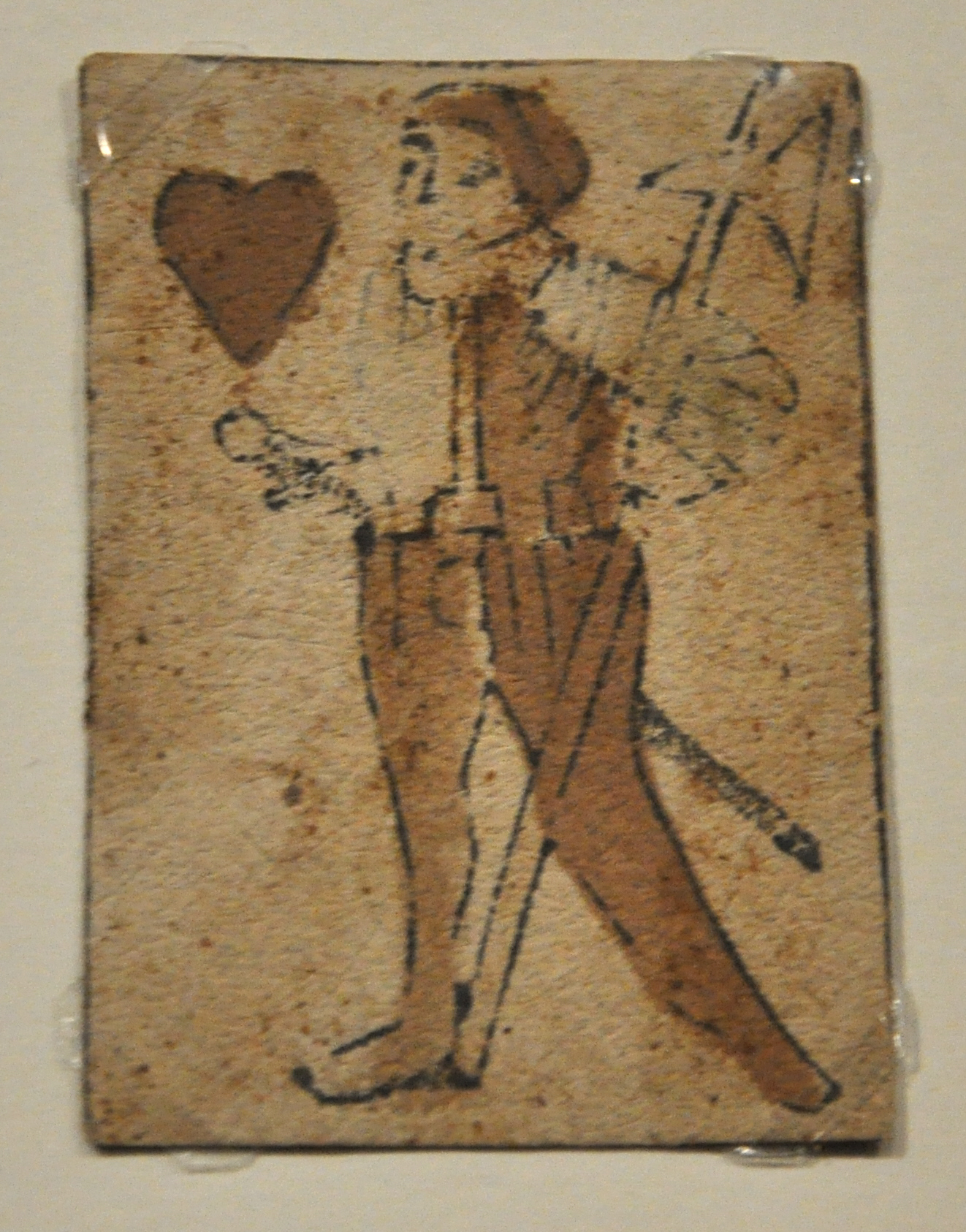
Вишник червової масті